# 若澤·德·阿倫卡爾劇院
若澤·德·阿倫卡爾劇院（葡萄牙語：Theatro José de Alencar）是位於巴西塞阿拉州福塔萊薩的劇院，於1910年6月17日開幕。以出生於福塔雷薩的巴西文豪若澤·德·阿倫卡爾命名。
劇院為新藝術風格建築，其結構大量使用鑄鐵，鑄鐵部件是從蘇格蘭格拉斯哥進口。
1962年，建築被指定為巴西國家歷史遺產。

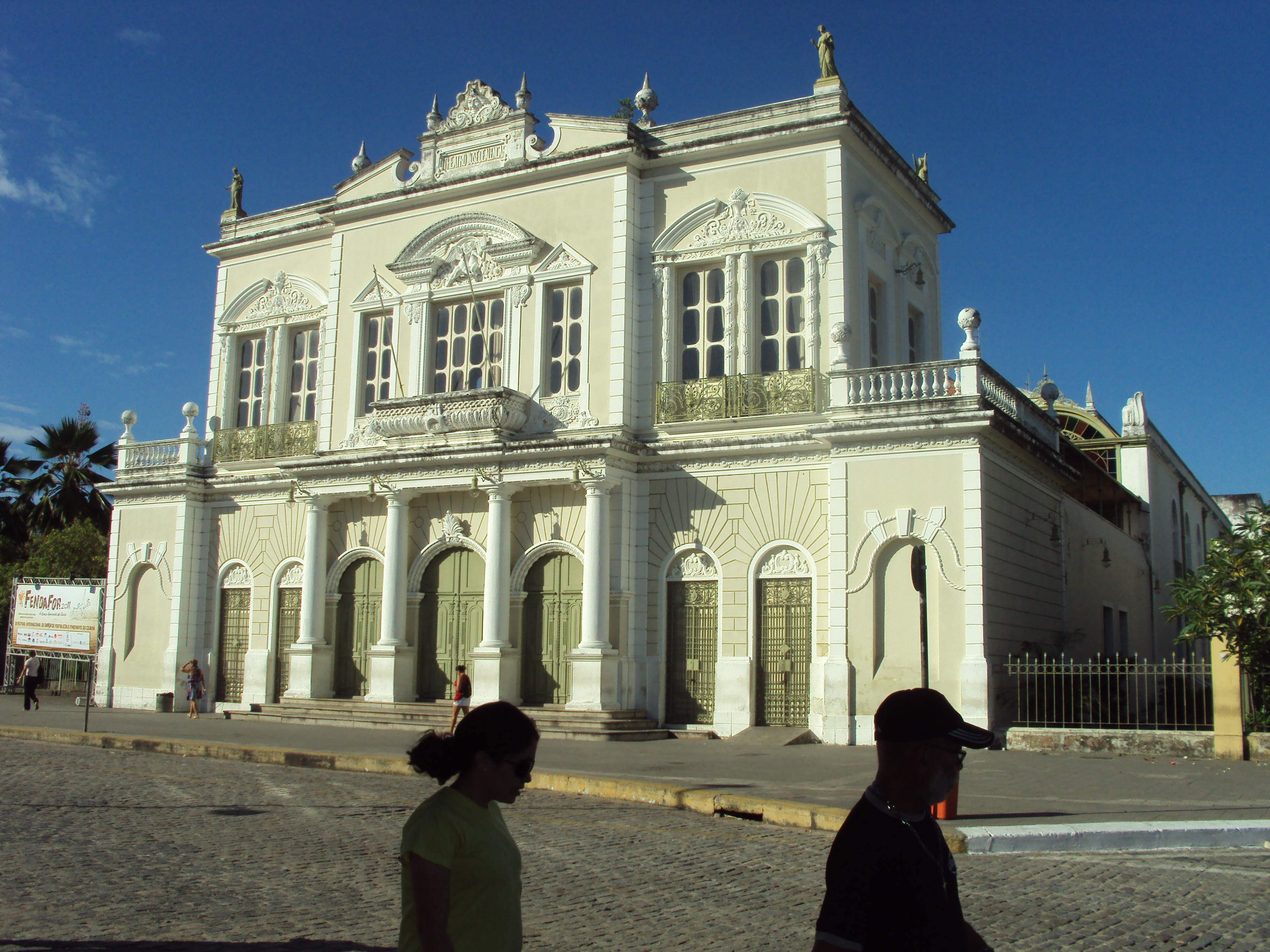
外觀
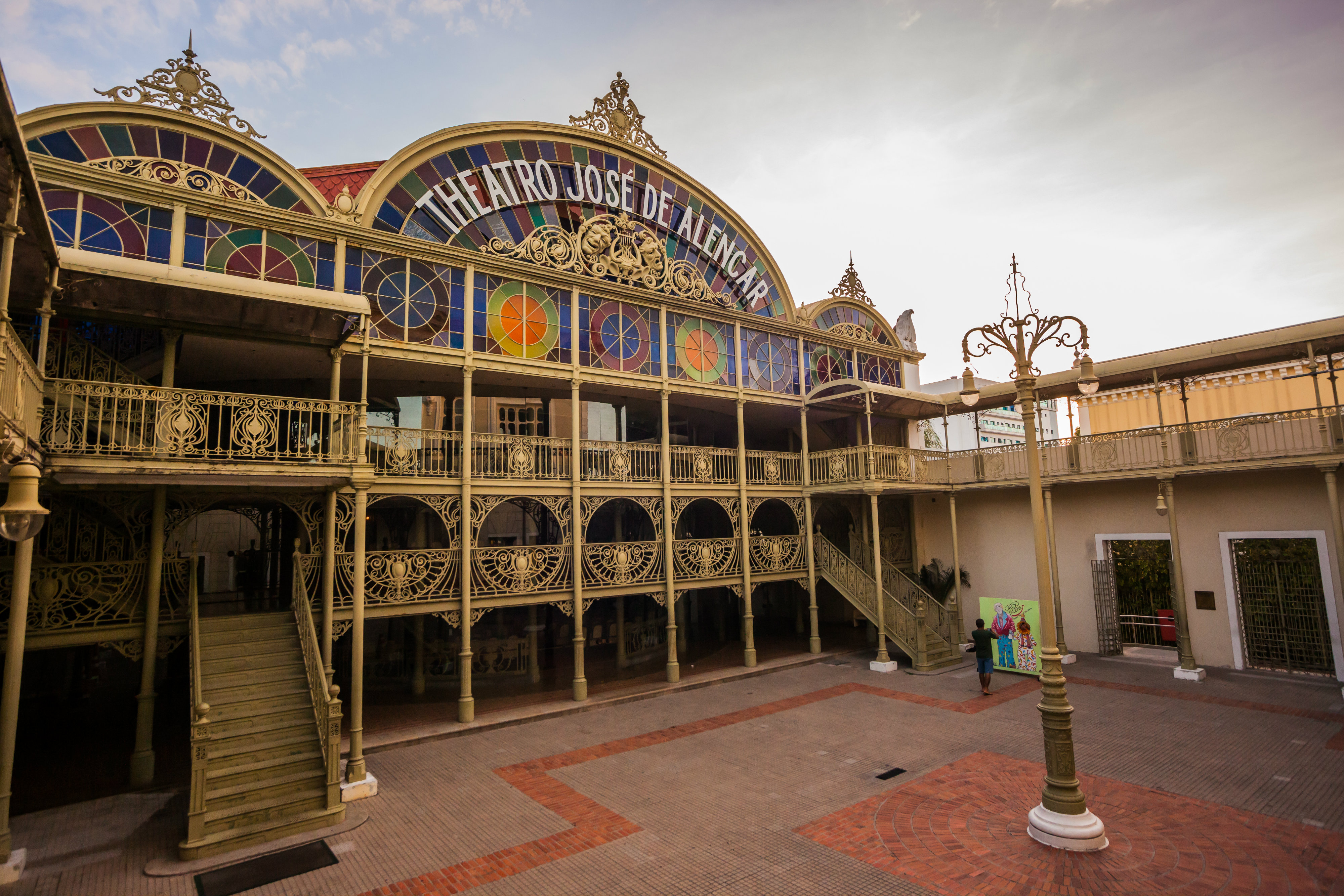
內側立面
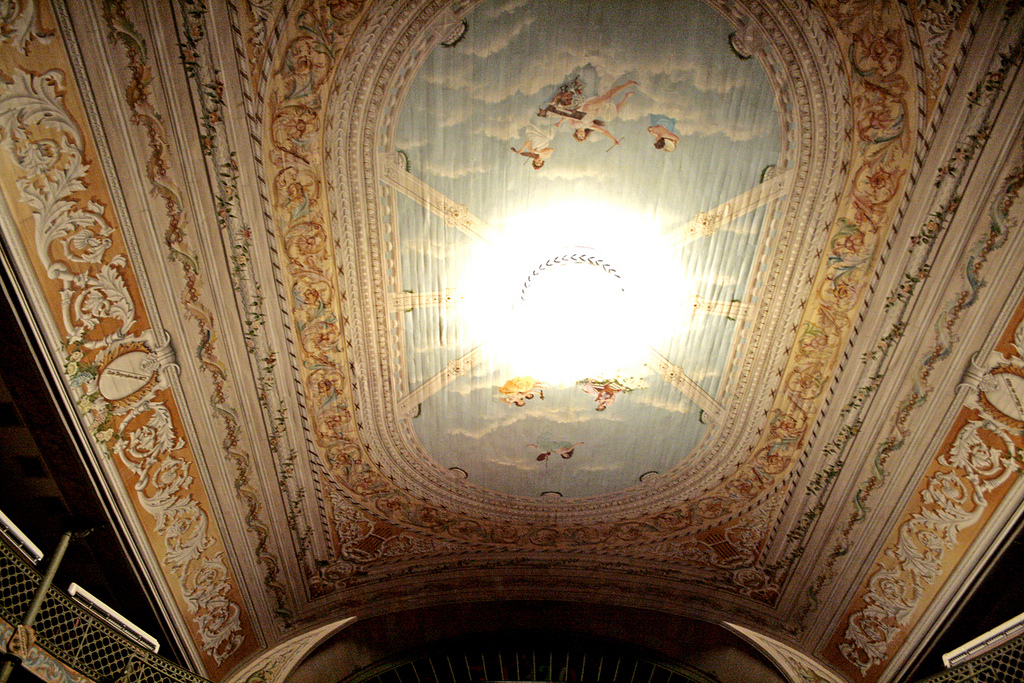
劇院天花板
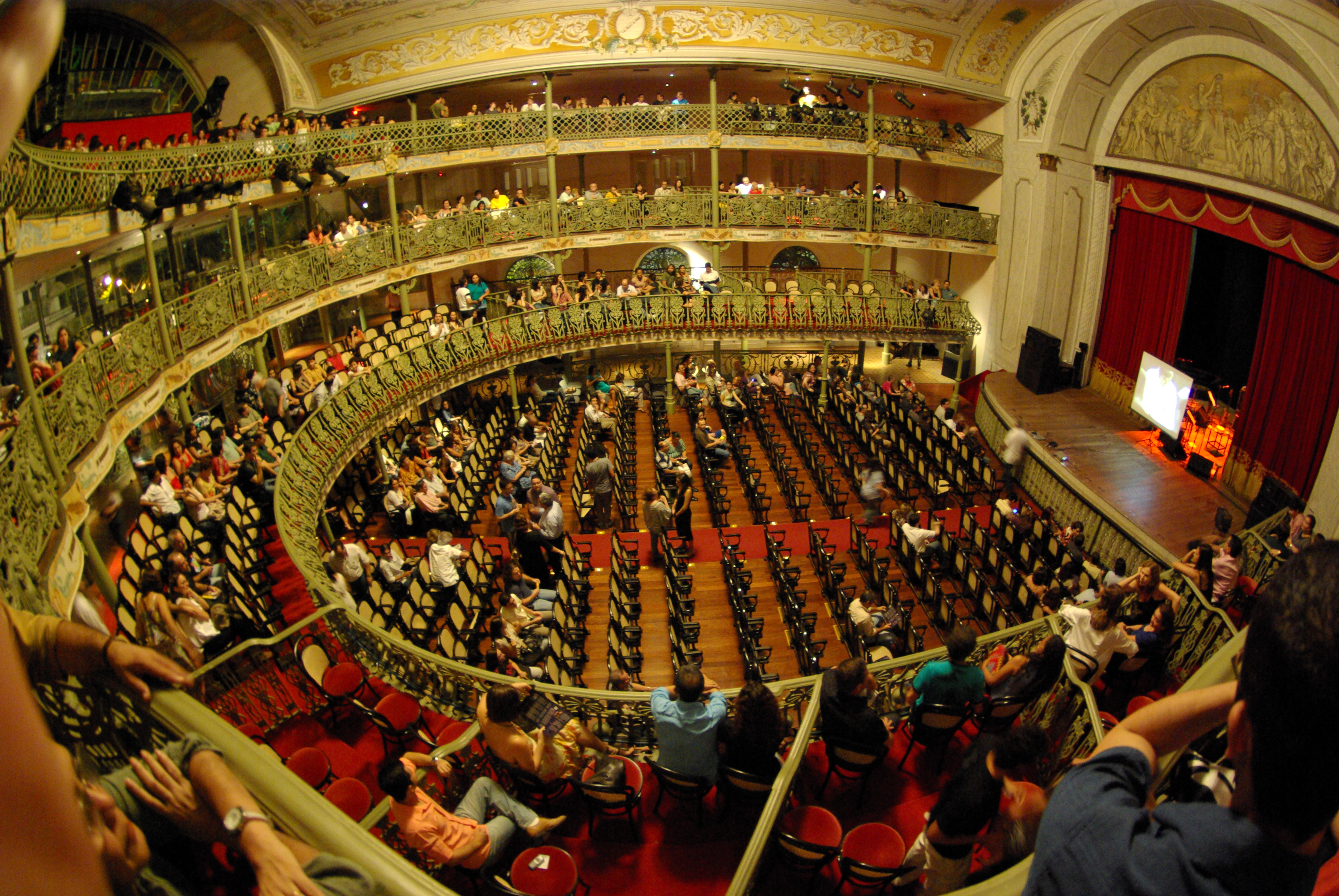
主舞台
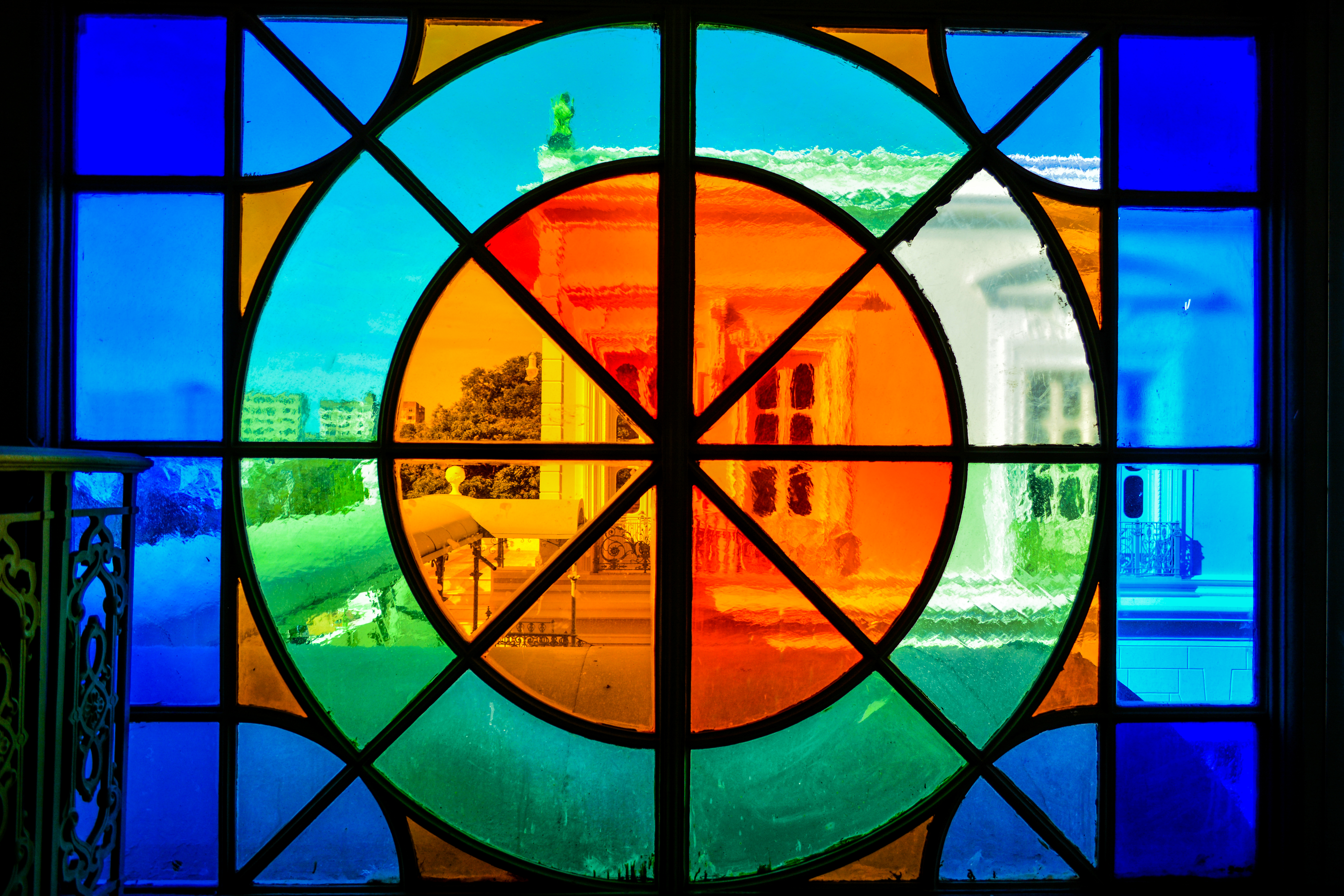
其中一個彩色玻璃窗的細節